# Domènec Rovira

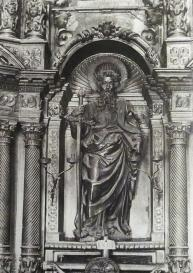
Escultura del Sant Pau realizada por Domènec Rovira

Domènec Rovira (San Felíu de Guixols 1608- ¿ 1670) fue un escultor español.
Hermano menor del pintor Antoni Rovira y tío del también pintor Domènec Rovira el Joven, defendió junto con otros escultores, entre ellos Francesc Santacruz, el derecho de los escultores para poder contratar obras, ya que los ensambladores-carpinteros querían seguir manteniendo la contratación única por parte de ellos. Fue Carlos II quien en 1680 permitió su emancipación.
Instalado en Barcelona desde 1630, ejecuta para la iglesia de Santa María del Mar, en 1639, el retablo de San Felipe y San Pablo, obra de la que quedaron satisfechos, por lo que en 1641, le encargan un tabernáculo con cuarenta y ocho esculturas de ángeles, personajes del Antiguo Testamento, virtudes, etc. Todo esto desapareció durante el incendio que sufrió el templo.
Cuando en el monasterio de Sant Feliu de Guíxols se retiró el retablo de Lluís Borrassà, le encargaron la realización de uno nuevo en 1657. También es obra suya el retablo de la Virgen del Agua de Villafranca del Panadés.